# Benetton B191
Der Benetton B191 war ein Formel-1-Rennwagen, mit dem das Benetton-Team 1991 und Anfang 1992 an der Weltmeisterschaft teilnahm. Konstruiert wurde das Auto von John Barnard. Der Benetton B191 debütierte beim Großen Preis von San Marino und wurde von Nelson Piquet und Roberto Moreno gefahren. 
Nelson Piquet gewann mit dem Model B191 den Großen Preis von Kanada, es war der letzte Sieg von Piquet vor dem Ende seiner Formel-1-Karriere.
Das Auto wurde für die ersten drei Rennen der Saison 1992 mit kleinen Modifikationen an der Karosserie und der Aufhängung versehen und lief unter der Bezeichnung Benetton B191B. Michael Schumacher, der ab dem Großen Preis von Italien Roberto Morenos Cockpit übernahm, blieb beim Team, Martin Brundle ersetzte den zurückgetretenen Piquet.

## Technik und Entwicklung
Der Konstrukteur John Barnard quittierte im Juni 1991 den Dienst bei Benetton. Ein anderer anerkannter Mann der Formel 1 konnte mit Gordon Kimball gefunden werden. Im Juli übernahm Tom Walkinshaw, damals Teamchef bei Jaguar in der Gruppe C, 35 Prozent Anteile vom Rennstall. Mit dem Einfluss von Walkinshaw wurde Roberto Moreno ab dem GP von Italien durch Michael Schumacher ersetzt. Später bekam Schumacher einen Vertrag für die Saison 1992. Nelson Piquet zog sich aus der Formel 1 zurück und neben Schumacher wurde Martin Brundle verpflichtet. Die Entwicklung zum Benetton B191B übernahm Rory Byrne. 
Der Wagen wog 505 kg, hatte einen 210-Liter-Benzintank und ein quer eingebautes Sechsganggetriebe. Im Jahr 1991 bekam Benetton kostenlose Reifen von Pirelli, die jedoch nicht den erwünschten Erfolg brachten. Für das Jahr 1992 wechselte das Team auf Goodyear. Der B191 hatte einen Cosworth-HB-Achtzylinder-V-Motor mit einem Zylinderbankwinkel von 75 Grad. Das Triebwerk mit Aluminiumblock wog 135 kg und leistete in der 1991 verwendeten Ausführung als HB V rund 670 PS bei 13.200 Umdrehungen pro Minute mit einem Hubraum von 3494 cm³.

## Produktion
In Enstone (Oxfordshire, Großbritannien) wurden insgesamt sieben Chassis des B191/B191B gebaut.

## Lackierung und Sponsoring
Die Lackierung der Fahrzeuge wurde im damals traditionellen Benetton-Grün des Teameigners und im Gelb der Zigarettenmarke Camel des Hauptsponsors R. J. Reynolds Tobacco Company gehalten, dessen Logo auf der Motorenabdeckung und auf den Flügeln großflächig zu sehen war. Auf den Seitenkästen warb die japanische Rennstrecke Autopolis für sich. Verschiedene Kleinsponsoren, darunter der japanische Elektronikkonzern Sanyo sowie die Ausrüster Mobil 1 und Pirelli, ergänzten das Budget des Teams Benetton in den Jahren 1991/92.

## Ergebnisse
| Fahrer               | Nr.                  | 1   | 2   | 3   | 4   | 5   | 6   | 7   | 8   | 9   | 10  | 11 | 12 | 13 | 14 | 15  | 16  | Punkte | Rang |
| -------------------- | -------------------- | --- | --- | --- | --- | --- | --- | --- | --- | --- | --- | -- | -- | -- | -- | --- | --- | ------ | ---- |
| Formel-1-Saison 1991 | Formel-1-Saison 1991 |     |     |     |     |     |     |     |     |     |     |    |    |    |    |     |     | 38,5*  | 4.   |
| Roberto Moreno       | 19                   |     |     | 13  | 4   | DNF | 5   | DNF | DNF | 8   | 8   | 4  |    |    |    |     |     | 38,5*  | 4.   |
| Michael Schumacher   | 19                   |     |     |     |     |     |     |     |     |     |     |    | 5  | 6  | 6  | DNF | DNF | 38,5*  | 4.   |
| Nelson Piquet        | 20                   |     |     | DNF | DNF | 1   | DNF | 8   | 5   | DNF | DNF | 3  | 6  | 5  | 11 | 7   | 4   | 38,5*  | 4.   |
| Formel-1-Saison 1992 | Formel-1-Saison 1992 |     |     |     |     |     |     |     |     |     |     |    |    |    |    |     |     | 91*    | 3.   |
| Michael Schumacher   | 19                   | 4   | 3   | 3   |     |     |     |     |     |     |     |    |    |    |    |     |     | 91*    | 3.   |
| Martin Brundle       | 20                   | DNF | DNF | DNF |     |     |     |     |     |     |     |    |    |    |    |     |     | 91*    | 3.   |

* 6 Punkte gefahren 1991 mit dem Benetton B190B
* 80 Punkte gefahren 1992 mit dem Benetton B192
| Legende  | Legende            | Legende                                                          |
| Farbe    | Abkürzung          | Bedeutung                                                        |
| -------- | ------------------ | ---------------------------------------------------------------- |
| Gold     | –                  | Sieg                                                             |
| Silber   | –                  | 2. Platz                                                         |
| Bronze   | –                  | 3. Platz                                                         |
| Grün     | –                  | Platzierung in den Punkten                                       |
| Blau     | –                  | Klassifiziert außerhalb der Punkteränge                          |
| Violett  | DNF                | Rennen nicht beendet (did not finish)                            |
| Violett  | NC                 | nicht klassifiziert (not classified)                             |
| Rot      | DNQ                | nicht qualifiziert (did not qualify)                             |
| Rot      | DNPQ               | in Vorqualifikation gescheitert (did not pre-qualify)            |
| Schwarz  | DSQ                | disqualifiziert (disqualified)                                   |
| Weiß     | DNS                | nicht am Start (did not start)                                   |
| Weiß     | WD                 | zurückgezogen (withdrawn)                                        |
| Hellblau | PO                 | nur am Training teilgenommen (practiced only)                    |
| Hellblau | TD                 | Freitags-Testfahrer (test driver)                                |
| ohne     | DNP                | nicht am Training teilgenommen (did not practice)                |
| ohne     | INJ                | verletzt oder krank (injured)                                    |
| ohne     | EX                 | ausgeschlossen (excluded)                                        |
| ohne     | DNA                | nicht erschienen (did not arrive)                                |
| ohne     | C                  | Rennen abgesagt (cancelled)                                      |
| ohne     | keine WM-Teilnahme |                                                                  |
| sonstige | P/fett             | Pole-Position                                                    |
| sonstige | 1/2/3/4/5/6/7/8    | Punktplatzierung im Sprint-/Qualifikationsrennen                 |
| sonstige | SR/kursiv          | Schnellste Rennrunde                                             |
| sonstige | *                  | nicht im Ziel, aufgrund der zurückgelegten Distanz aber gewertet |
| sonstige | ()                 | Streichresultate                                                 |
| sonstige | unterstrichen      | Führender in der Gesamtwertung                                   |